# Raghupathi Venkaiah Naidu
Raghupathi Venkaiah Naidu (Machilipatnam, 15 ottobre 1869 – 15 marzo 1941) è stato un produttore cinematografico, fotografo e artista indiano.
Soprattutto è noto per il suo lavoro nell'ambito del cinema telugu, his work in Telugu cinema. Produsse sia film muti che sonori. A partire dal 1909, fu coinvolto in molti aspetti della storia del Cinema indiano e ad esempio viaggiò in diverse regioni dell'Asia per promuovere il lavoro cinematografico. Nel 1912 aveva costruito un cinema permanente chiamato Gaiety Theatre, il primo a Madras a proiettare film a tempo pieno.
Il Raghupati Venkaiah Award è un premio annuale incorporato nei Nandi Awards. È considerato il più alto riconoscimento del cinema Telugu per riconoscere le persone per i loro successi nella vita e contributi all'industria cinematografica Telugu.

## Filmografia

### Produttore
- Meenakshi Kalyanam
- Gajendra Moksham
- Mathsyavatharam
- Nandanaar
- Bhishma Pratigya